# Come Together
Come Together je píseň anglické skupiny The Beatles ze studiového alba Abbey Road vydaného v roce 1969. V pořadí skladeb na albu je první. Autorství skladby je přisuzováno dvojici John Lennon a Paul McCartney, ale samotný text napsal pouze Lennon. Částečnou zásluhu na singlu však měl i McCartney, který Lennonovi navrhl, aby píseň zpomalil. Skladba také vyšla jako singl společně s písní "Something".

## Příběh
Původně byla určena pro kampaň Timothyho Learyho, který se v roce 1969 rozhodl kandidovat na post kalifornského guvernéra proti pozdějšímu americkému prezidentovi Ronaldu Reaganovi. Learyho slogan zněl "come together, join the party," čímž měl na mysli, aby se lidé přidali k oslavě života, nikoliv k politické straně. Lennon si poté vzal kytaru a začal skládat text. Když dokončil pár dalších slok písně vztahujících se ke sloganu Learyho, nahrál demosnímek a předal ho Learymu. Ten pak nechal hrát píseň v alternativních rádiích po Kalifornii a začal ji připisovat sám sobě. Bez Learyho vědomí však John sedm týdnů po návratu do Anglie nahrál tuto píseň s Beatles a v říjnu 1969 tak vyšla na druhé straně Something, prvního singlu z alba Abbey Road.

## Sestava
Obsazení:
- John Lennon – kytara, zpěv, tamburína
- Paul McCartney – baskytara, zpěv, piano
- George Harrison – kytara
- Ringo Starr – bicí, rumba koule